# فرودگاه شهرستان ویلبارجر
فرودگاه ویلبارجر کانتی (به انگلیسی: Wilbarger County Airport) یک فرودگاه همگانی با کد یاتا F05 است که یک باند فرود آسفالت دارد و طول باند آن ۱۵۲۴ متر است. این فرودگاه در شهر ورنان، تگزاس کشور ایالات متحده آمریکا قرار دارد و در ارتفاع ۳۸۶ متری از سطح دریا واقع شده است.